# Get Up and Jump
Get Up and Jump (с англ. — «Вставай и Прыгай») — дебютный сингл американской группы Red Hot Chili Peppers с альбома The Red Hot Chili Peppers, вышедший 10 августа 1984 года на лейбле EMI.

## О сингле
Песня была первым и единственным синглом, выпущенным с альбома, однако на песню «True Men Don’t Kill Coyotes» было снято музыкальное видео, хотя песня так и не была выпущена как сингл. На «Get Up and Jump» никогда не было снято ни одного музыкального клипа. Это была вторая песня, написанная группой, а «Out in L.A.» была первой. Песни были исполнены до того, как the Peppers подписали контракт на запись, и они были всего лишь вступительным актом, известным как Tony Flow and the Miraculously Majestic Masters of Mayhem (с англ. — «Тони Флоу и Чудесно Величественные Мастера Хаоса»). Песня не исполнялась вживую с 1991 года, хотя ей дважды «дразнили» в 2003 году и один раз в 2012 году.
В автобиографии Энтони Кидиса Scar Tissue, солист группы, вспоминал об этой песне, написав:
```
Фли
 долгое время работал над басовой партией, которая была синкопированной, переплетённой и сложной, сочетая игру пальцами и 
слэп
 странным и красивым фанковым способом. Мне нужно было написать тексты песен, поэтому я придумал ещё несколько, основанных на персонажах. Я взял тему прыжков и написал стихи о разных мультяшных версиях прыжков — прыжках со скакалкой, мексиканских прыгающих бобах.
[
2
]
[
3
]
```

## Приём
Критик AllMusic Стивен Томас Эрлевайн назвал песню «Get Up and Jump» одним из самых ярких моментов альбома.
Consequence of Sound поставили песню на 38-е место в своём рейтинге всех песен Red Hot Chili Peppers и написали, что «когда вы представляете, как Фли исполняет быстрый панк-фанк, вы представляете эту песню». Они также написали, что это стало напоминанием о том, как долго Фли удавалось играть слэпом на бассу с «безрассудной самоотверженностью».

## Список композиций
12" Сингл
| №  | Название                      | Автор(ы)                                       | Длительность |
| -- | ----------------------------- | ---------------------------------------------- | ------------ |
| 1. | «Get Up And Jump» (Dance Mix) | Энтони Кидис, Фли, Хиллел Словак и Джек Айронс | 5:10         |

| №  | Название                 | Автор(ы)                                        | Длительность |
| -- | ------------------------ | ----------------------------------------------- | ------------ |
| 1. | «Baby Appeal» (Club Mix) | Кидис, Фли, Словак, Клифф Мартинез, Джек Шерман | 5:01         |

## Участники записи
Red Hot Chili Peppers
- Энтони Кидис — вокал
- Джек Шерман — гитара, бэк-вокал
- Фли — бас-гитара, бэк-вокал
- Клифф Мартинез — ударные

Продюсирование
- Энди Гилл — продюсер
- Дэйв Джерден — звукорежиссёр
- Кэролин Коллинз — ассистент звукорежиссёра
- Роб Стивенс — сведение
- Барри Конли — помощник по сведению
- Грег Фульгинити — мастеринг